# Пецка, Иржи
И́ржи Пе́цка (чеш. Jiří Pecka; 4 июня 1917, Прага — 12 мая 1997, там же) — чехословацкий гребец-каноист, выступал за сборную Чехословакии в конце 1940-х — середине 1950-х годов. Серебряный призёр летних Олимпийских игр в Лондоне, чемпион мира по гребному слалому, многократный победитель и призёр регат национального значения.

## Биография
Иржи Пецка родился 4 июня 1917 года в Праге.
Первого серьёзного успеха на взрослом международном уровне добился в возрасте 27 лет в сезоне 1948 года, когда попал в основной состав чехословацкой национальной сборной и благодаря череде удачных выступлений удостоился права защищать честь страны на летних Олимпийских играх в Лондоне. Стартовал здесь в зачёте двухместных каноэ на дистанции 10000 метров вместе с напарником Вацлавом Гавелом — среди пяти других экипажей они заняли в итоге второе место и завоевали тем самым серебряные олимпийские медали — их обошёл только американский экипаж Стивена Лысака и Стивена Макновски, нарастивший к финишу преимущество почти в две минуты.
Став серебряным олимпийским призёром, Пецка остался в основном составе гребной команды Чехословакии и продолжил принимать участие в крупнейших международных регатах. Так, в 1950 году он побывал на чемпионате мира в Копенгагене, откуда привёз награду бронзового достоинства, выигранную с тем же Вацлавом Гавелом в двойках на тысяче метрах.
Впоследствии Иржи Пецка довольно успешно выступал на соревнованиях по гребному слалому. В частности, в 1951 году на чемпионате мира в австрийском Штайре он дважды поднимался на пьедестал почёта: получил бронзу в личном зачёте двоек и серебро в командном зачёте. Два года спустя на мировом первенстве в итальянском Мерано добавил в послужной список бронзовую награду, добытую в командных состязаниях каноэ-двоек. Наибольшего успеха в гребном слаломе добился в сезоне 1955 года, когда на чемпионате мира в югославской Любляне в паре с Даной Мартановой одержал победу в программе смешанных двухместных каноэ. Вскоре по окончании этих соревнований принял решение завершить спортивную карьеру, уступив место в сборной молодым чехословацким гребцам.
Умер 12 мая 1997 года в Праге в возрасте 79 лет.